# Spathoglottis eburnea
Spathoglottis eburnea är en orkidéart som beskrevs av François Gagnepain. Spathoglottis eburnea ingår i släktet Spathoglottis och familjen orkidéer. Inga underarter finns listade i Catalogue of Life.